# El cru i el cuit
 El cru i el cuit (Le Cru et le Cuit, en francès) és un assaig antropològic, un volum de la sèrie Mythologiques I-IV escrit per l'antropòleg francès Claude Lévi-Strauss.

## Contingut
Un punt interessant que s'explica en aquest assaig és el següent: les tribus que no coneixen la cocció dels aliments per descomptat que no tenen la paraula per a dir cuina o cocció. Però, en conseqüència, no tenen tampoc la paraula per a dir cru, ja que el concepte mateix no pot caracteritzar-se.
De la mateixa manera, els humans van romandre molt de temps sense imaginar el pes o la pressió de l'aire que els envoltava, a falta d'una referència en relació amb la qual comparar-los. Això condueix Lévi-Strauss a una important observació: per a assolir la realitat, cal primer poder fer abstracció del viscut. L'observació pot prestar-se al debat sobre el detall («què és en si la realitat?"), però veiem la directriu: només les noves experiències permeten desenvolupar un nou paradigma.
Puix els descobriments condicionen no sols els nostres coneixements, sinó fins i tot la nostra manera de pensar. Si la geometria no euclidiana va suscitar en el seu temps virulentes oposicions (no entre els matemàtics, s'entén), és que no semblava veritable i es considerava llavors un sacrilegi en l'àmbit molt conegut, pur i perfecte de la matemàtica: dues geometries podrien llavors enunciar «veritats» diferents? 
Henri Poincaré va explicar en les seves obres destinades al públic en general (entre d'altres, La ciència i la hipòtesi) que no era en aquests termes que es plantejava la qüestió. L'única veritat que s'ha de buscar en matemàtiques és la següent: si admeto aquests axiomes, llavors tinc necessàriament aquesta conclusió. L'adequació d'uns o altres axiomes a tal o qual aspecte del món real és una qüestió que fan els especialistes d'aquests àmbits, i no és que el matemàtic estigui només per proporcionar eines segures i teoremes que garanteixin l'exactitud en totes les parts on els axiomes s'apliquen (ho va resumir Paul Valéry en «el raonament lloc en conserva»).
Bertrand Russell va formular l'assumpte de manera més provocadora enunciant de broma que finalment «les matemàtiques són la ciència on no se sap ni del que es parla ni si el que es diu és vertader». Albert Einstein ho va dir d'una manera més diplomàtica: "Mentre que beneficiï a la realitat, la geometria euclidiana no és veritable. En tant que és veritable, no produeix benefici a la realitat».
La qüestió de la simetria del cru i el cuit va portar Lévi-Strauss a passar tota la resta de la seva existència treballant sobre l'etnologia en termes d'estructuralisme (vegeu relativitat).

## Contingut deMythologiquesI-IV
- Li Cru et le cuit (1964)
- Du mel aux cendres (De la mel a les cendres, 1966)
- L'Origine des Manière de table (L'origen de les maneres en la taula, 1968)
- L'Homme nu (L'home nu, 1971)